# Julius Ferdinand Paludan
 Ikke at forveksle med Julius Paludan.
Julius Ferdinand Paludan (13. september 1794 i Asminderød – 15. april 1879 i København) var en dansk officer, bror til søofficererne Christian Carl og Frederik August Paludan.

## Uddannelse og karriere
Han var søn af præsten Peder Paludan. Da han i sit 5. år havde mistet sin fader, flyttede hans moder til København, hvor hun ved slægtninges og særlig den daværende kronprinsesse, senere dronning, Marie Sophie Frederikkes hjælp med stor omhu ledede sine ni børns opdragelse. Børnene Paludan fik J.K. Blok Tøxen som huslærer. Paludan besøgte det Schouboeske Institut og var oprindelig bestemt til handelen, men det engelske overfald 1807 bragte ham som så mange unge mennesker til at indtræde i Hæren. I sit 14. år blev han som frikorporal optaget i Det danske militære Institut. Ved sin udnævnelse til officer 1810 kom Paludan efter Frederik VI's særlige opfordring til Kongens "eget" Regiment, hvor han blev premierløjtnant 1817 og kaptajn 1825. Ved hærorganisationen af 1842 blev han major i 4. linjebataljon, men rykkede 1848 i felten som oberstløjtnant og kommandør for 3. bataljon. Han deltog i kampene ved Dybbøl 28. maj og Nybøl 5. juni og var det følgende år en "virksom" deltager i slaget ved Fredericia, der skaffede ham Sølvkorset og oberstchargen. Om efteråret 1849 afløste han F.A. Schleppegrell som infanteriinspektør på Sjælland; 1850 og 1851 havde han tillidsposten som chef for Generalkommandoen i Nørrejylland. 1855 blev han generalmajor og kommandør for 1. infanteribrigade, året efter Kommandør af Dannebrog og medlem af den rådgivende komité under Krigsministeriet, men allerede 1858 tog han sin afsked.

## Vurdering
Paludan var en smuk, statelig soldat; hans administrative dygtighed og repræsentative evne blev ofte benyttede, hans førervirksomhed påskønnet; han var ualmindelig afholdt af foresatte og undergivne. Han døde 15. april 1879 i København.
Han blev gift 1. gang (15. september 1828) med Johanne Petrine Bang (17. oktober 1798 – 21. marts 1832), datter af købmand i Odense Johannes Basse Bang (1757-1815) og Ane Johanne Kirstine f. Dechner (1766-1838); 2. gang med Gotfredine Faber (9. april 1798 – 10. oktober 1882), søster til biskop Nicolaj Faber.
Hans memoirer er offentliggjort i Personalhistorisk Tidsskrift, række IV, bind 2 (1899): "Erindringer fra Generalmajor Julius Paludans Barndom. Forfattede 1877 af ham selv ordnede og meddelte ved Kommandør C.L. With".